# Лаис
Артур Антунес де Мораэс-э-Кастро (порт.-браз. Arthur Antunes de Morães e Castro, 11 ноября 1899, Рио-де-Жанейро — 20 декабря 1963, Маринга), более известный как Лаис (порт.-браз. Laís) — бразильский футболист, выступавший на позиции полузащитника, и футбольный тренер.

## Клубная карьера
Лаис начал играть в футбол в 16 лет в клубе «Флуминенсе» из Рио-де-Жанейро и провёл в его составе всю карьеру, до 1924 года. Трижды, в 1917, 1918 и 1919 году он становился чемпионом штата Рио-де-Жанейро.

## Международная карьера
Лаис впервые был вызван в сборную Бразилии в 1919 году для участия в Кубке Америки 1919. На том турнире Бразилия стала чемпионом, а Лаис ни разу не вышел на поле. Дебютировал в сборной 1 июня 1919 года в товарищеском матче с Аргентиной.
На Кубке Америки 1921 года Лаис принимал участие в качестве играющего тренера (совместно с Феррейра Виана Нето) и стал серебряным призёром турнира. Как игрок, он принял участие в трёх матчах — против Аргентины, Парагвая и Уругвая.
В следующем Кубке Америки Лаис снова принял участие как игрок и тренер сборной и привёл её ко второй в истории победе в турнире. Он выходил на поле во всех пяти матчах команды — против Чили, Парагвая, Уругвая, Аргентины и в решающем финальном матче с Парагваем.
В 1928—1929 годах Лаис снова возглавлял сборную Бразилии.